# Rule of Reason
Die Rule of Reason ist eine amerikanische Antitrust-Doktrin. Ihr Kern ist eine Abwägung zwischen möglichen positiven und negativen Auswirkungen einer wettbewerbsbeschränkenden Maßnahme. Überwiegen deren Vorteile, so ist sie nicht zu untersagen. Es kommt also nicht zu einem per-se-Verbot, sondern einer Regel bzw. einem Vorrang der Vernunft.

## Entwicklung in den Vereinigten Staaten
Im amerikanischen Kartellrecht wurde das Verbot wettbewerbsbeschränkender Maßnahmen im Sherman-Act zunächst noch sehr extensiv ausgelegt: In U.S. v. Trans-Missouri Freight Association postulierte der Supreme Court, dass sämtliche Wettbewerbsabsprachen verboten seien und das ohne jeden Beurteilungsspielraum. Diese – mit nur knapper Mehrheit ergangene – Entscheidung hatte jedoch keinen Bestand. Im grundlegenden Standard Oil Co. of New Jersey v. U.S-Urteil stellte das Gericht klar, dass sehr wohl ein Beurteilungsspielraum bestehe: Schlichtweg jede Wettbewerbsabsprache zu verbieten, sei undurchführbar und letztlich kontraproduktiv. Wettbewerbsbeschränkungen können nämlich auch notwendig sein, um – an sich kartellrechtsneutrale – Verträge überhaupt umsetzbar zu machen (z. B. Wettbewerbsverbote). Dieser Grundsatz ist bis heute ständige Rechtsprechung in den Vereinigten Staaten. Ein per-se-Verbot ist nur noch für „hard core“-Beschränkungen vorgesehen, also Preisabsprachen oder Marktaufteilungen.

## Rule of Reason im europäischen Kartellrecht
Ob es die Rule of Reason auch im europäischen Wettbewerbsrecht gibt, ist nicht abschließend geklärt. Eine solche wäre dann in weiteren, „ungeschriebenen“, Ausnahmen jenseits der „geschriebenen“ Ausnahmen vom Kartellverbot (Art. 101 Abs. 1 AEUV) in den Art. 101 Abs. 3 und 106 Abs. 2 AEUV zu sehen. Während sich das Gericht erster Instanz und die Kommission gegen eine Rule of Reason ausgesprochen haben, da diese mit der Systematik von Art. 81 EG (jetzt: Art. 101 AEUV) nicht vereinbar sei, scheint der EuGH zumindest in Wouters u. a./Algemene Raad van de Nederlandse Orde van Advocaten die Rule of Reason angewandt zu haben.

## Deutsches Recht
Auch das deutsche Recht kennt eine Art Rule of Reason: Die sogenannte Immanenztheorie. Es handelt sich bei diesen Fällen um ungeschriebene Ausnahmen von § 1 GWB. Genau wie im europäischen Recht gibt es im deutschen Kartellrecht mit § 2 GWB ein System der Legalausnahmen. Eine Tatbestandrestriktion wäre also – im Gegensatz zum amerikanischen Recht – an sich nicht „notwendig“. Trotzdem ist die Unterscheidung zwischen Tatbestandsrestriktion und Legalausnahme auch in der Rechtsprechung des BGH anerkannt. Wenn eine Absprache schon nicht tatbestandsmäßig ist, so hat dies für die Beteiligten Unternehmen vor allem den Vorteil, dass es nicht mehr darauf ankommt, ob die GVOen nach § 2 Abs. 2 GWB greifen. Vom Tatbestand des § 1 GWB werden in erster Linie die für kartellrechtsneutrale Verträge notwendigen Nebenabreden nicht erfasst.